# Operacija Anvil (Mau-Mau ustanak)
Anvil (nakovanj), naziv operacije britanskih kolonijalnih trupa i kolaboracionističkih snaga Kenije, izvedene između travnja i svibnja 1954. na području grada i provincije Nairobi, radi razbijanja ustaničkih snaga domorodačkog stanovništva — pripadnika Mau-Mau pokreta.

## Razvoj ustanka i pripreme
Mau-Mau ustanak koji je počeo 1949. godine, omasovljavao se, pa su ustanici, primenjujući gerilski način ratovanja, postizali u 1953. sve značajnije uspjehe i nanosili kolonijalnim trupama i kolaboracionističkim snagama osjetne gubitke. Diverzije i sabotaže događale su se i u Nairobiju, glavnom gradu Kenije, u kojem su ustanici imali veliki utjecaj i iz kojeg su se, preko pripadnika i simpatizera Mau-Mau pokreta, opskrbljivali oružjem, streljivom i drugim potrebama. U takvoj situaciji britanska uprava morala je ojačati kolonijalne i kolaboracionističke trupe, koje su krajem godine iznosile tri pješačke brigade Kraljevskih afričkih strijelaca, preko 20,000 pripadnika domaće garde (kolaboracionista) i znatne policijske snage.

## Tijek operacije i posljedice
Operacija je temeljito pripremljena i njome je rukovodio zapovjednik svih kolonijalnih trupa Kenije, general George Erskine. Kada je završena koncentracija snaga (koje su po nekim izvorima iznosile oko 25,000 vojnika, a po drugima znatno više) najprije je okružen i pročešljan Nairobi, odakle je odvedeno u logore 16,538 ljudi, žena i djece, osumnjičenih za suradnju s Mau-Mau pokretom.
Odmah posle završetka prve faze operacije, provedena je akcija čišćenja područja grada, uz angažiranje jačih pješačkih snaga podržanih topništvom i zrakoplovstvom. U obje faze operacije, pripadnici Mau-Mau jedinica, koji su se izvlačili po manjim grupama, pretrpjeli su osjetne gubitke. Po nekim izvorima ukupno je uhićeno i odvedeno u logore oko 50,000 domorodaca.